# Todabhim
Todabhim è una suddivisione dell'India, classificata come municipality, di 20.845 abitanti, situata nel distretto di Karauli, nello stato federato del Rajasthan. In base al numero di abitanti la città rientra nella classe III (da 20.000 a 49.999 persone).

## Geografia fisica
La città è situata a 26° 55' 0 N e 76° 49' 0 E e ha un'altitudine di 240 m s.l.m..

## Società

### Evoluzione demografica
Al censimento del 2001 la popolazione di Todabhim assommava a 20.845 persone, delle quali 10.944 maschi e 9.901 femmine. I bambini di età inferiore o uguale ai sei anni assommavano a 3.887, dei quali 2.049 maschi e 1.838 femmine. Infine, coloro che erano in grado di saper almeno leggere e scrivere erano 11.718, dei quali 7.732 maschi e 3.986 femmine.